# Jacques Ferrand (Mediziner)
Jacques Ferrand (* 1575 in Agen, Aquitanien; † um 1630) war ein französischer Arzt aus Aquitanien.

## Leben
Ferrand studierte in Frankreich Medizin und wurde an der Universität Montpellier der Nachfolger von André du Laurens (1558–1609).
Bis heute bekannt ist Ferrand für seine Forschungen zur Melancholie. Die erste Ausgabe seiner Schrift darüber wurde von der Inquisition verboten und verbrannt.

## Schriften (Auswahl)
- Traicté de l’essence et guerison de l’Amour. Ou de la melancholie erotique. Toulouse 1610 (Digitalisat auf Gallica).
  - moderne französische Ausgabe: Traité de l'essence et guérison de l'amour ou De la mélancolie érotique (1610). Édition, notes et traduction des citations grecques et latines par Gérard Jacquin et Éric Foulon, introduction de Gérard Jacquin, postface de Michel Gardaz. Ed. Anthropos, Paris 2001, ISBN 2-7178-4174-1.
- De la maladie d’amour, ou melancholie erotique. Discours curieux qui enseigne à cognoistre l’essence, les causes, les signes, & les remedes de ce mal fantastique. Paris 1623 (Digitalisat bei Google Books). Reprint Nendeln 1978 (The origins of psychiatry and psychoanalysis, 1).
  - moderne französische Ausgabe: De la maladie d’amour ou mélancolie érotique. Édition de Donald Beecher et Massimo Ciavolella. Éditions Classiques Garnier, Paris 2010 (Textes de la Renaissance, 153), ISBN 978-2-8124-0061-2.
  - moderne englische Ausgabe: A treatise on Lovesickness. Transl. and ed. and with a critical introd. and notes by Donald A. Beecher and Massimo Ciavolella. Syracuse University Press, Syracuse 1990, ISBN 0-8156-2467-0.